# Nieres
La parroquia de Nieres es un conjunto de aldeas situadas en el concejo de Tineo, Asturias, España, se sitúa al
sureste de la capital del concejo, está formado por los pueblos Las Colladas, Nieres, Villabona, El Faedal, Grandamuelle, Busmartín, Calabazos y Peñacabrones, su población es de 26 habitantes